# Andrea Agnelli

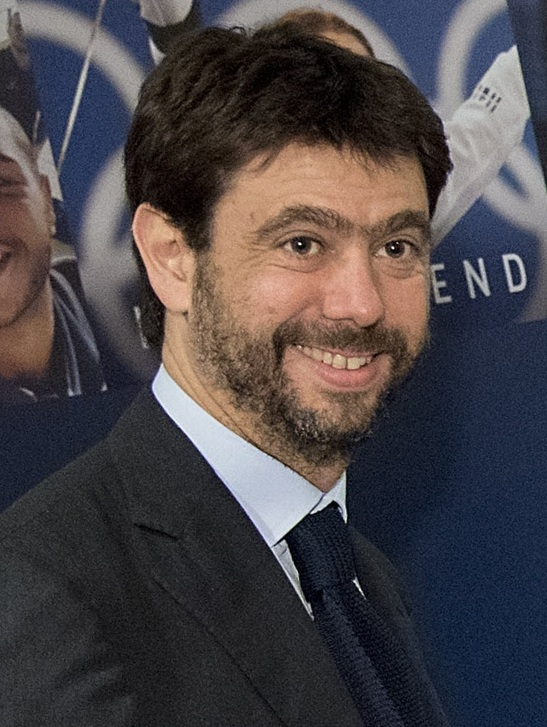
Andrea Agnelli in 2017

Andrea Agnelli (Turijn, 6 december 1975) is een Italiaans zakenman en voorzitter van de Italiaanse voetbalclub Juventus. Hij zit ook in het bestuur van de Italiaanse bedrijven Exor en FIAT.
Agnelli is de zoon van voormalig Juventus-voorzitter Umberto Agnelli, die tussen 1970 en 1976 CEO was van FIAT. Hij studeerde in Engeland en aan de prestigieuze Milanese Bocconi-universiteit. Hij is de achterkleinzoon van Giovanni Agnelli, die een van de grondleggers was van de Italiaanse autofabrikant FIAT.
In mei 2010 werd hij aangesteld als nieuwe voorzitter van Juventus. Een van zijn eerste acties als nieuwe voorzitter was Giuseppe Marotta aanstellen als technisch directeur en Luigi Delneri als coach. Op 22 mei 2011 stelde hij voormalig Juventus-speler Antonio Conte aan als nieuwe coach. Onder Conte won Juventus de scudetto en eindigde het de competitie ongeslagen.
In 2021 was hij een van de gangmakers achter de mogelijke oprichting van een Super League van Europese topclubs. Na sterke kritiek kwam deze niet tot stand. Naar aanleiding van zijn rol hierin kreeg Agnelli scherpe kritiek vanuit de Italiaanse serie A, en vanuit de UEFA.
In 2022 stapte Agnelli op als voorzitter van Juventus. Volgens Italiaanse media heeft dit te maken met een onderzoek naar fraude bij de club.